# فریده منوچهری
فریده منوچهری (متولد ۲۰ آبان ۱۳۱۷ خورشیدی در تهران) بازیکن والیبال، معلم و مربی ایرانی است. وی بانوی نخست والیبال ایران و از شاخص ترین چهره های تاریخ ورزش ایران است. وی یک بانوی پیشتاز در سالهای دور و یک عامل تعیین کننده در مسیر  توسعه و افزایش سطح علاقه‌مندی به ورزش در میان زنان ایرانی بوده است. وی فارغ‌التحصیل کارشناسی رشته تربیت بدنی از دانشسرای عالی بود که در سه رشته ورزشی والیبال، بسکتبال و دو و میدانی فعالیت می‌کرد و دبیر ورزش دبیرستان نوربخش تهران بود. وی در سال ۱۳۹۴ در سن ۷۷ سالگی فوت کرد.

## زندگی ورزشی
زنده یاد فریده منوچهری، کاپیتان نخستین تیم والیبال منتخب تهران (در سال ۱۳۳۵) و قهرمان نخستین دوره مسابقات والیبال باشگاه‌های تهران (در سال ۱۳۴۰)، کاپیتان نخستین دوره مسابقات رسمی تیم ملی والیبال بانوان ایران (مسابقات مقدماتی المپیک توکیو، دی ماه ۱۳۴۲ در دهلی نو) بود. وی در اولین مسابقه  تیم ملی والیبال زنان ایران در بازی دوستانه برابر تیم ملی ژاپن در شهریور ۱۳۴۲ به علت بارداری غایب بود
نخستین پیروزی برای والیبال بانوان ایران در مقابل یک تیم خارجی، در اردیبهشت ۱۳۳۹ کسب شد، زمانی که تیم والیبال منتخب دانشگاه تهران با حضور  فریده منوچهری، مهری انور، دخی یزدان فر، دکتر عذرا ملک و ... تحت تعلیم عبدالمنعم کمال، در تهران و برابر تیم والیبال زنان باشگاه  فنرباعچه ترکیه پیروز شد.
وی از سال ۱۳۴۰ تا سال ۱۳۴۶ کاپیتان تیم والیبال انجمن بانوان و دوشیزگان بود. پس از آن، به‌عنوان  مشاور و مربی فدراسیون حضور داشت. در دوران بازیهای آسیایی تهران، وی از سوی فدراسیون بازیهای آسیایی، به‌عنوان یکی از ناظران ارشد برای رقابت‌های دو و میدانی و والیبال برگزیده شد.

## کارنامه ورزشی
در سطح باشگاهی
- قهرمانی باشگاه‌های تهران: ۱۳۴۰، کاپ فرح اردیبهشت ۱۳۴۶، نخستین دوره کاپ فرح (با تیم انجمن)
- نایب قهرمانی باشگاه‌های تهران: کاپ فرح اسفند ۱۳۴۴ (با تیم انجمن)
- سومی باشگاه‌های تهران: کاپ فرح مرداد ۱۳۴۲ (با تیم انجمن)